# Szent Péter esernyője (1935)
Szent Péter esernyője (deutsch Sankt Peters Regenschirm oder Der Regenschirm des Heiligen Petrus) ist ein ungarischer Film aus dem Jahr 1935 von Géza von Cziffra. Der Film basiert auf dem gleichnamigen Roman von Kálmán Mikszáth aus dem Jahre 1895, der 1917 bereits als Stummfilm verfilmt wurde.

## Handlung
János Bélyi kommt als neuer Pfarrer nach Glogova. Kurz nach seiner Ankunft wird ihm das Kind Veronika gebracht. Bélyi erfährt, dass Veronikas Mutter gestorben ist und sich jemand um das Mädchen kümmern muss. Er lässt das Kind im Korb zurück und geht zum Beten in die Kirche. Ein unbekannter alter Mann legt einen Regenschirm über den Korb, um das Kind vor dem einsetzenden Regen zu schützen, und verlässt das Dorf. Frau Adamecz, die Haushälterin des Pfarrers, hat den alten Mann gesehen und ist überzeugt, dass der Heilige Petrus selbst den Regenschirm über das Mädchen legte. Die Nachricht über den Vorfall verbreitet sich bald im Dorf und der Regenschirm wird zu einer Reliquie. Viele Jahre vergehen, Veronika wächst auf und lernt den Anwalt György Wibra kennen und lieben. György Wibra ist der uneheliche Sohn des wohlhabenden Pál Gregorics. Seit dem Tod seines Vaters bemüht er sich um sein Erbe – einen Schirm.

## Besetzung
- Marica Gervai: Veronika Bélyi
- Lajos Básti: György Wibra
- Pál Kalmár: Singstimme György Wibra
- Piri Peéry: Eszmeralda Panyóki
- Lajos Boray: Berci
- Márton Rátkai: Boldizsár Gregorics
- Sándor Pethes: Gáspár Gregorics
- Béla Fáy: János Bélyi, Pfarrer
- Ella Gombaszögi: Blanche, Erzieherin
- Ferike Vidor: Frau Adamecz
- Lajos Köpeczi-Boócz: Mravicsán
- Annie Réthy: Anni Mravicsán
- László Z. Molnár: Notar
- Zoltán Makláry: Notarschreiber
- Zoltán Hosszú: Ministrant
- György Dénes: Student
- László Keleti: Student
- József Kishonti: Student
- Erzsébet Gyöngyössy: Anna Wibra
- Irén Sitkey: Lehrerin
- István Bársony: Bauer
- Gyula Justh: Bauer
- Lajos Gárdonyi: Móric Münz
- Gyula Kőváry: Zeitungsverkäufer
- József Bihari: Mann
- Lajos Gárday: Notar in Glogova